# Kostel svatého Jakuba Staršího (Svádov)
Kostel svatého Jakuba Staršího ve Svádově je římskokatolický farní kostel. Pozdně gotická sakrální stavba se nachází v horní části obce Svádov v Ústeckém kraji. Je chráněna jako kulturní památka, stejně jako nedaleká fara.

## Historie
Kostel, z něhož se zachoval jen presbytář, byl postaven roku 1477 nákladem Anny z Vartemberka. V této doby bylo započato i s pracemi na lodi kostela. Loď však byla dokončena a zaklenuta až v roce 1606 za Bedřicha ze Salhausenu. Z období kolem roku 1606 pochází i věž a portály se znaky rodiny Salhausenů a Bocků. Také sakristie je z téhož období. V době předbělohorské byl kostel luterský. Během 20. století zchátral a ve 21. století se postupně opravuje.

## Architektura
Jedná se o jednolodní, obdélnou stavbu s trojbokým gotickým presbytářem se sakristií po severní straně a s hranolovou věží v západním průčelí. Zevně má kostel opěráky. Na jednom z nich se nachází letopočet 1477. Okna jsou s pozdně gotickými kružbami. Na jižní straně se nachází renesanční portál s ornamentální výzdobou a aliančním znakem rodu Salhausenů a Bocků.
Presbytář je sklenut síťovou žebrovou klenbou a paprsčitým závěrem s konzolami s figurální výzdobou. Ve svorníku se nalézá znak Berků z Dubé. V lodi je síťová žebrová klenba a tříramenná kruchta, která je přístupná schodištěm věže. Sakristie s renesančním portálkem je sklenuta hvězdovou žebrovou klenbou s římsovými konzolami. Pod sakristií se nachází krypta z doby Karla Glicha z Miltic, tj. z období před rokem 1650. Krypta je sklenutá hvězdovou žebrovou klenbou.

## Zařízení
Hlavní oltář je dílem V. Hörniga z roku 1606. Jde o pískovcový oltář s figurální výzdobou z alabastru. V dolní části oltáře je nika s krucifixem. Po stranách se nacházejí reliéfy ze života proroka Elijáše a Nanebevstoupení Páně. Dále jsou zde sochy proroků a kladí s andílčími hlavičkami nesoucí karyatidy. Na římse z boku jsou sochy andělů se znaky Salhausenů a Bocků. Ve druhém pásmu jsou pilastry se čtyřmi evangelisty. Střední nika je se sochou sv. Jakuba z roku 1708 a po stranách jsou reliéfy zpodobňující Mojžíšův pohřeb a Proměnění Páně. V třetím pásmu se nachází kruhový reliéf Nejsvětější Trojice, který je rámovaný volutami s obelisky. Na vrcholu jsou sochy Božských ctností – Víry, Naděje a Lásky. Boční oltář je barokní z poloviny 18. století a je zasvěcen sv. Janu Nepomuckému. Kazatelna, kterou objednal Bedřich ze Salhausenu před rokem 1581 spočívá na dórském kanelovaném sloupku. Spodní část sloupku je zdobena renesančním ornamentem. Přechod ke kazatelně tvoří andílčí hlavičky. V nikách kazatelny jsou sochy Krista a evangelistů. V bočním prodloužení kazatelny jsou ve dvou obdélných polích znaky Salhausenů a Vřesovců, které jsou neseny dvojicemi putti. Křtitelnice je mramorová z období kolem roku 1620. Je připisována H. Schwenkovi nebo dílně G. M. Nosseniho. Na hranolovém soklu a kruhové desce je válcový nosník zdobený pěti hlavičkami putti a girlandami. Přechod k šestihrannému kalichu křtitelnice tvoří šest okřídlených putti, kteří nesou ve zdvižených rukou kalich. Plochy kalichu jsou zdobeny alabastrovými reliéfy Kristova Křtu, potopy a znaky Salhausenů a Bocků. Ve zbývajících dvou plochách jsou nápisy s texty z evangelií. Obraz sv. Jakuba nad jižním bočním vchodem pochází od Josefa Kramolína.

### Epitafy
V kostele se nachází významný soubor epitafů ze 16. století:
- Jana z Těchvic z roku 1545. Jedná se o renesanční epitaf s reliéfem zemřelého, erby a nápisem. Je umístěn v předsíni;
- Jiřího Rudolfa ze Salhausenu z roku 1577. Pochází zřejmě od H. Köhlera. Je na něm reliéf rytíře klečícího před krucifixem. Nachází se na jižní stěně presbytáře;
- Kryštofa ze Salhausenu z roku 1581. Je to sloupový epitaf s reliéfem klečícího muže, reliéfem Zmrtvýchvstání a reliéfem cherubína ve štítě. Je umístěn na jižní stěně presbytáře;
- Volfa ze Salhausenu z roku 1586 od H. Köhlera. Jedná se o sloupovou edikulu se znaky a reliéfem klečícího rytíře s Ukřižovaným v pozadí;
- Anny ze Salhausenu. Je to renesanční edikula s reliéfem ženy klečící před krucifixem. Nachází se v presbytáři.
- Marie ze Salhausenu z roku 1583 v podlaze pod lavicemi;
- renesanční epitaf, snad manželky Volfa Levina ze Salhausenu. Je zakrytý oltářem sv. Jana;
- barokní epitaf Karla Glicha z Miltic z roku 1669. Tvoří jej mramorová deska s nápisem. Ve středu desky byl dřevěný reliéf s erbem, girlandami a kostlivcem. Ve 21. století je v sakristii nad portálem.

Nad portálem ve věži se nachází znaková, pískovcová kartuš s dvojitým erbem Salhausenů a Bocků. Je bez nápisu a pochází snad z roku 1606. Její nápis byl odstraněn v době protireformace.

## Zvony
Na západní věži zavěšen zvon z roku 1494 a zvon ze 14. století, který je nejstarším zvonem v okrese Ústí nad Labem. V minulosti zde byly též tři další zvony, dnes nezvěstné – zvon z roku 1655 od Hanse Binnstocka z Pirny, zvon z roku 1671 od Friedricha Michala Schönfelda z Prahy a zvon z roku 1676 od zvonaře Crommela.

## Okolí kostela
Kolem kostela je hřbitov. Na něj se vchází dvěma portály z roku 1606:
- Dolní portál s polokruhem zakončeným vchodem je s reliéfní ornamentální výzdobou a znakem Salhausenů v klenáku. Ve výplních jsou rozety. V nástavci s pilastry a volutovými křídly je reliéf biblického výjevu: Jakobův sen. V trojúhelném štítu je okřídlená andílčí hlava. K portálu vedlo původně dvacet schodů. Ve 21. století po zvýšení terénu v průběhu dějin, je to již pouze šest schodů.[5]
- Horní portál je jednodušší. Nemá nástavec a postranní rozety. Je rámován kanelovanými pilastry.[5]

### Kaple
V ohradní zdi hřbitova je kaple. Jedná se o válcovou, hladkou stavbu. Je zastřešená kuželem. Má polokruhový portál. Během přestavby v roce 1606 byla opatřena novou hvězdovou žebrovou klenbou s erbem Salhausenů ve svorníku.

## Galerie

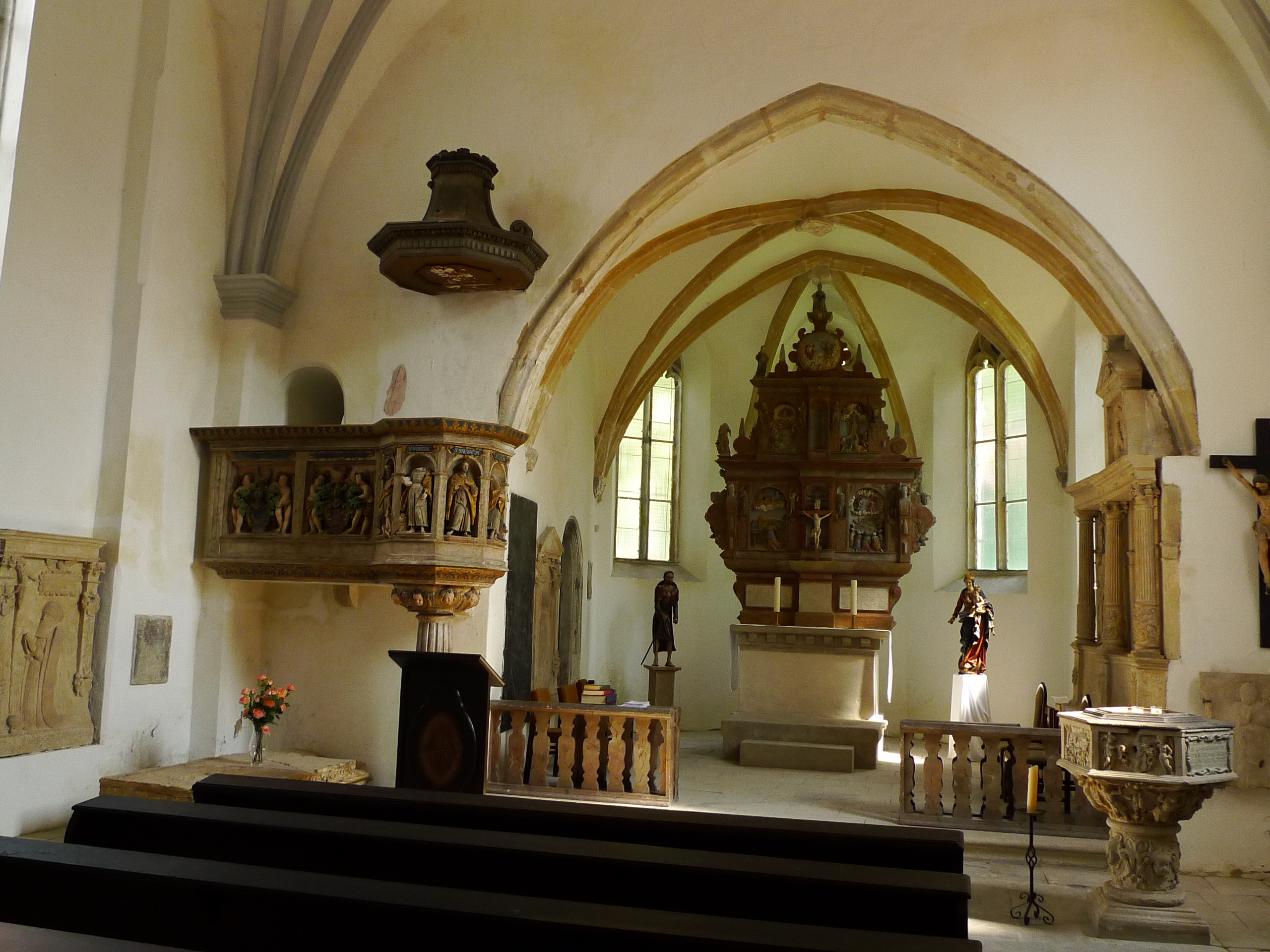
Pohled do presbytáře kostela
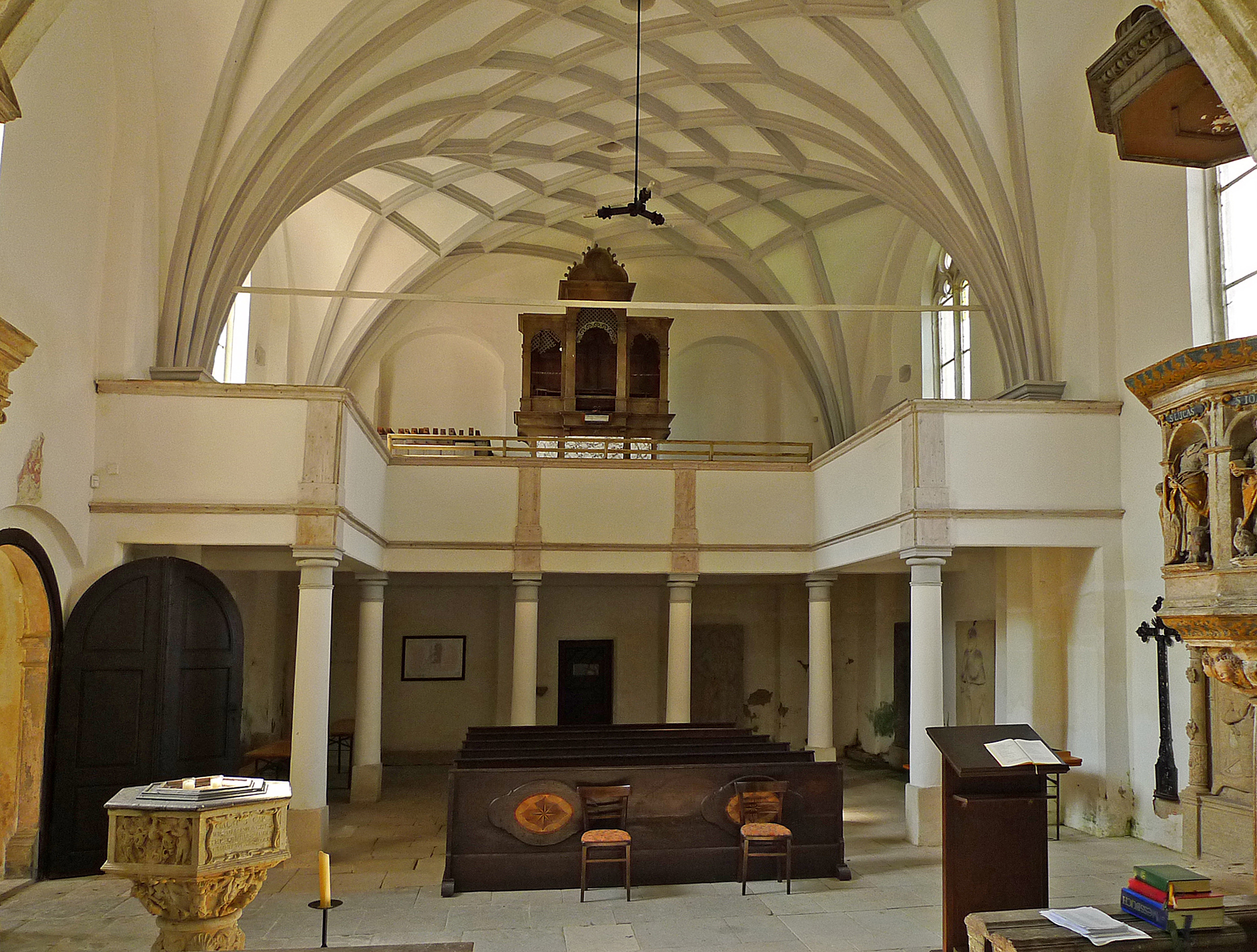
Kruchta kostela
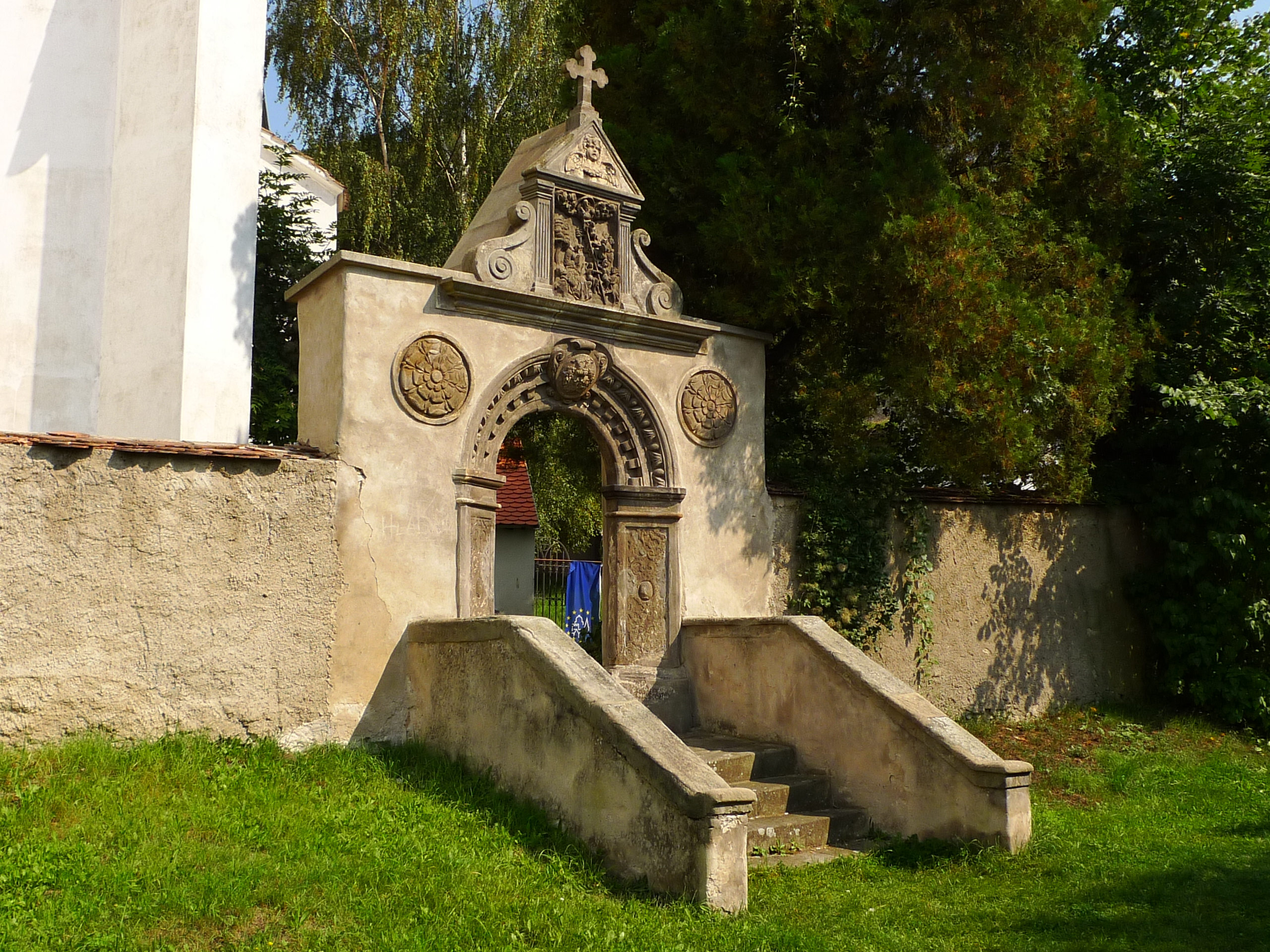
Dolní portál ke vstupu do kostela
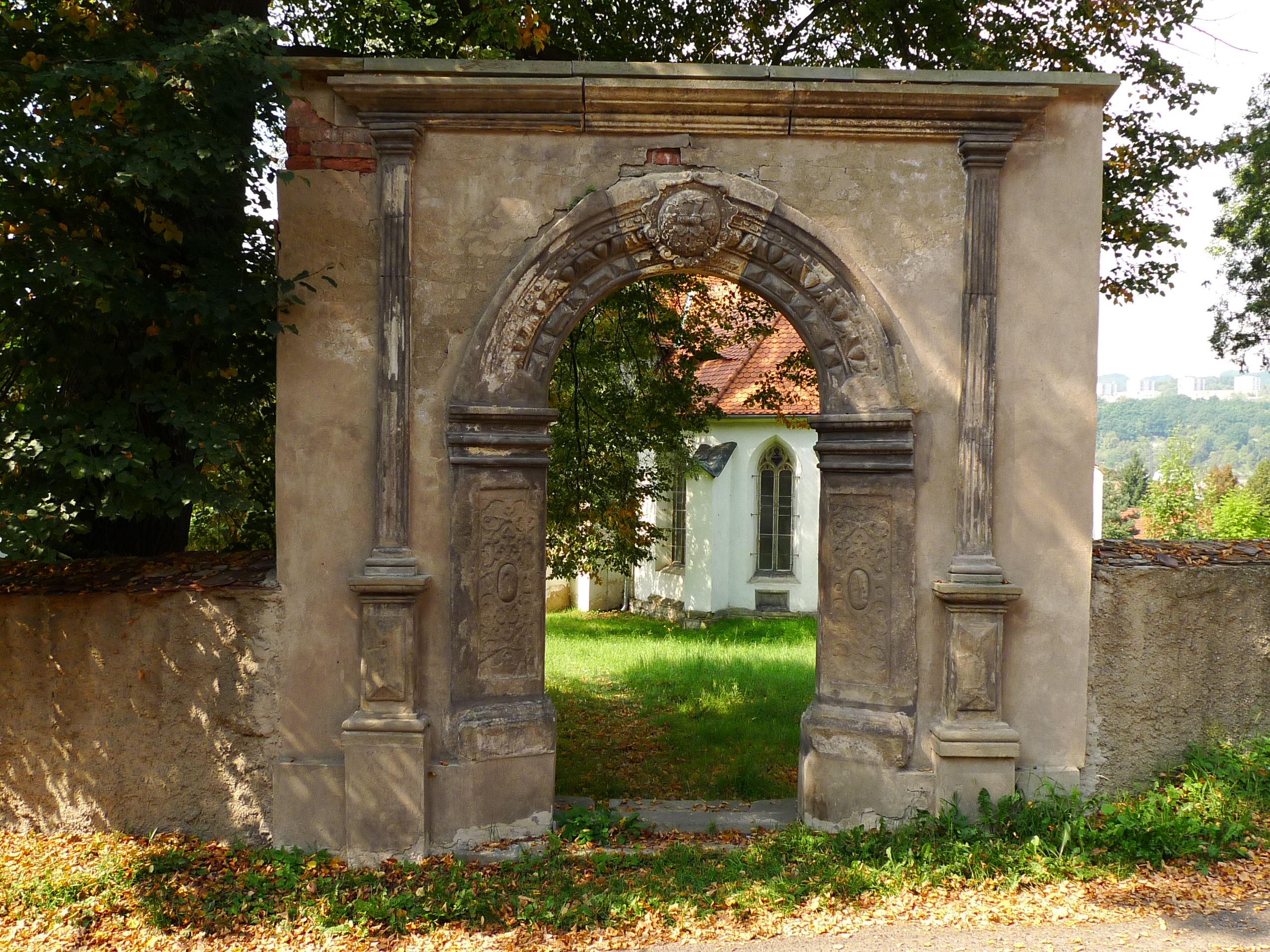
Horní portál vedoucí na hřbitov
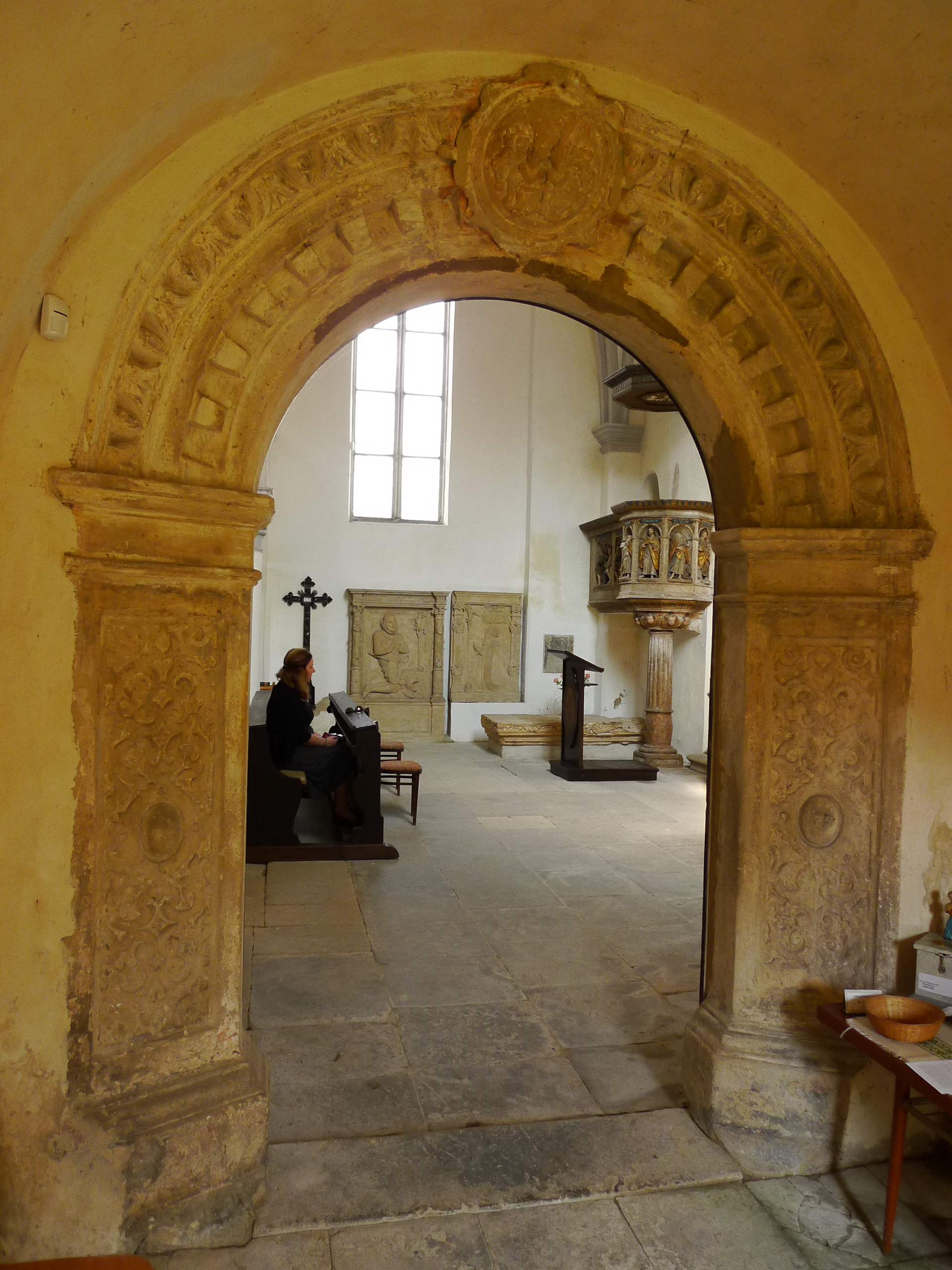
Renesanční portál vstupu do lodi kostela
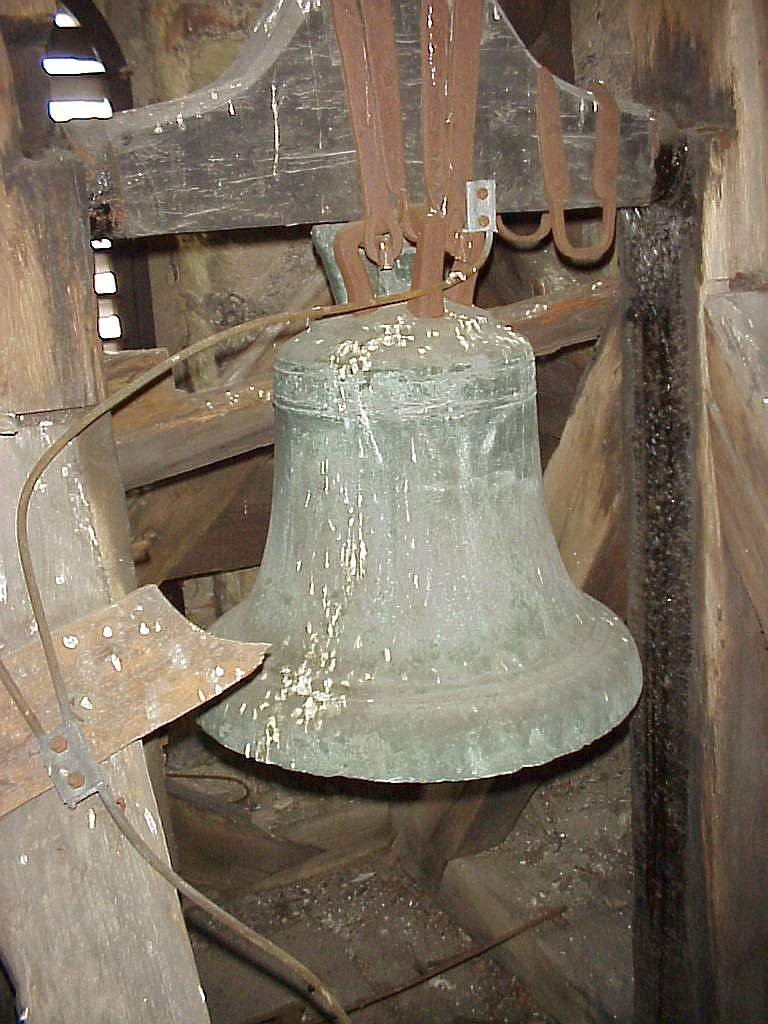
Svádovský kostelní zvon

## Fara

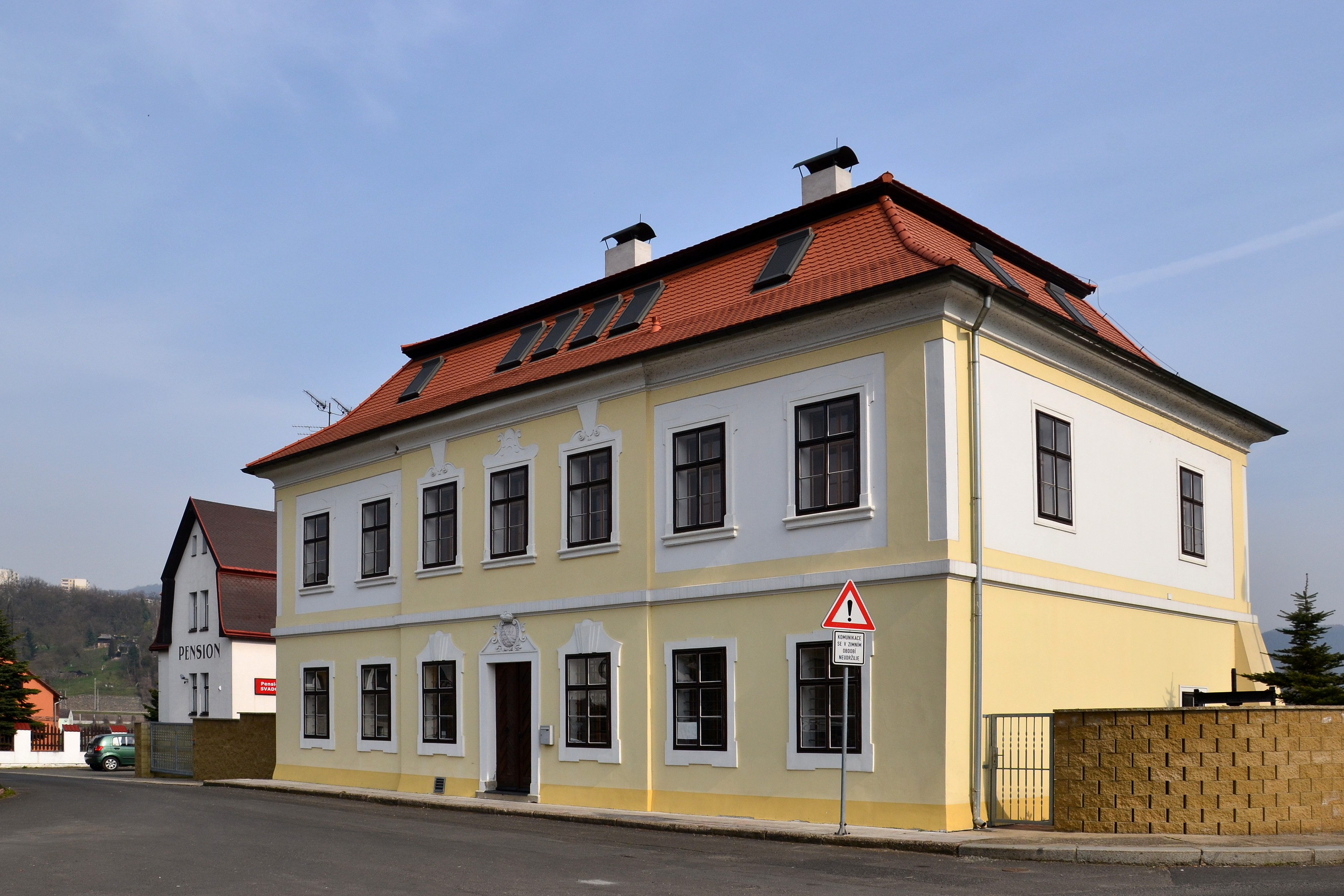
Fara ve Svádově

Fara (čp. 1) při silnici do Ústí nad Labem je barokní z roku 1731. Jejím autorem je pražský architekt Václav Špaček Nechala ji postavit Anna Františka vévodkyně Toskánská. Jedná se o volnou, obdélnou, patrovou stavbu s mansardovou střechou a mělkým středovým rizalitem. V nadpraží portálu nese znak. Okna jsou obdélná a nacházejí se ve štukových rámech. Přízemí má valenou klenbu s lunetami. Na klenbě schodiště je freska sv. Kryštofa s budovou fary a kostela u světcových nohou, která pochází ze 30. let 18. století. Na klenbičce schodiště v přízemí je freska s andílky.